# Werbuwata
Werbuwata (ukr. Вербувата) – wieś na Ukrainie, w obwodzie czerkaskim, w rejonie chrystyniwskim. W 2001 roku liczyła 431 mieszkańców.